# Kanton L'Isle-Adam
Kanton L'Isle-Adam (fr. Canton de L'Isle-Adam) je francouzský kanton v departementu Val-d'Oise v regionu Île-de-France. Tvoří ho 15 obcí. Před reformou kantonů 2014 ho tvořilo šest obcí.

## Obce kantonu
od roku 2015:
- Asnières-sur-Oise
- Beaumont-sur-Oise
- Bernes-sur-Oise
- Bruyères-sur-Oise
- Champagne-sur-Oise
- L'Isle-Adam
- Mours
- Nerville-la-Forêt
- Nointel
- Noisy-sur-Oise
- Parmain
- Persan
- Presles
- Ronquerolles
- Villiers-Adam

před rokem 2015:
- L'Isle-Adam
- Mériel
- Nerville-la-Forêt
- Parmain
- Presles
- Villiers-Adam